# Mark Takano
Mark Allan Takano (マーク・アラン・タカノ; Riverside, 10 dicembre 1960) è un politico statunitense, membro della Camera dei Rappresentanti per lo stato della California dal 2013.

## Biografia
Nato in una famiglia giapponese che era stata internata negli Stati Uniti durante la seconda guerra mondiale, Takano si laureò ad Harvard e successivamente svolse la professione di insegnante per oltre vent'anni.
Membro del Partito Democratico, nel 1992 si candidò alla Camera dei Rappresentanti ma venne sconfitto di misura dall'avversario repubblicano Ken Calvert. Due anni dopo Takano riprovò a farsi eleggere, ma anche stavolta venne sconfitto da Calvert.
Nel 2012 si candidò per la terza volta al Congresso e questa volta riuscì ad essere eletto deputato, per poi essere riconfermato nelle successive elezioni.
Takano, che è un democratico progressista, è stato il primo individuo omosessuale non caucasico ad essere eletto al Congresso.